# Variichthys
Variichthys is een geslacht van straalvinnige vissen uit de familie van de tijgerbaarzen (Terapontidae).

## Soorten
- Variichthys jamoerensis (Mees, 1971)
- Variichthys lacustris (Mees & Kailola, 1977)